# Volvo 440
Volvo 440 – samochód osobowy klasy kompaktowej produkowany przez szwedzką markę Volvo w latach 1988 - 1996.

## Historia i opis modelu

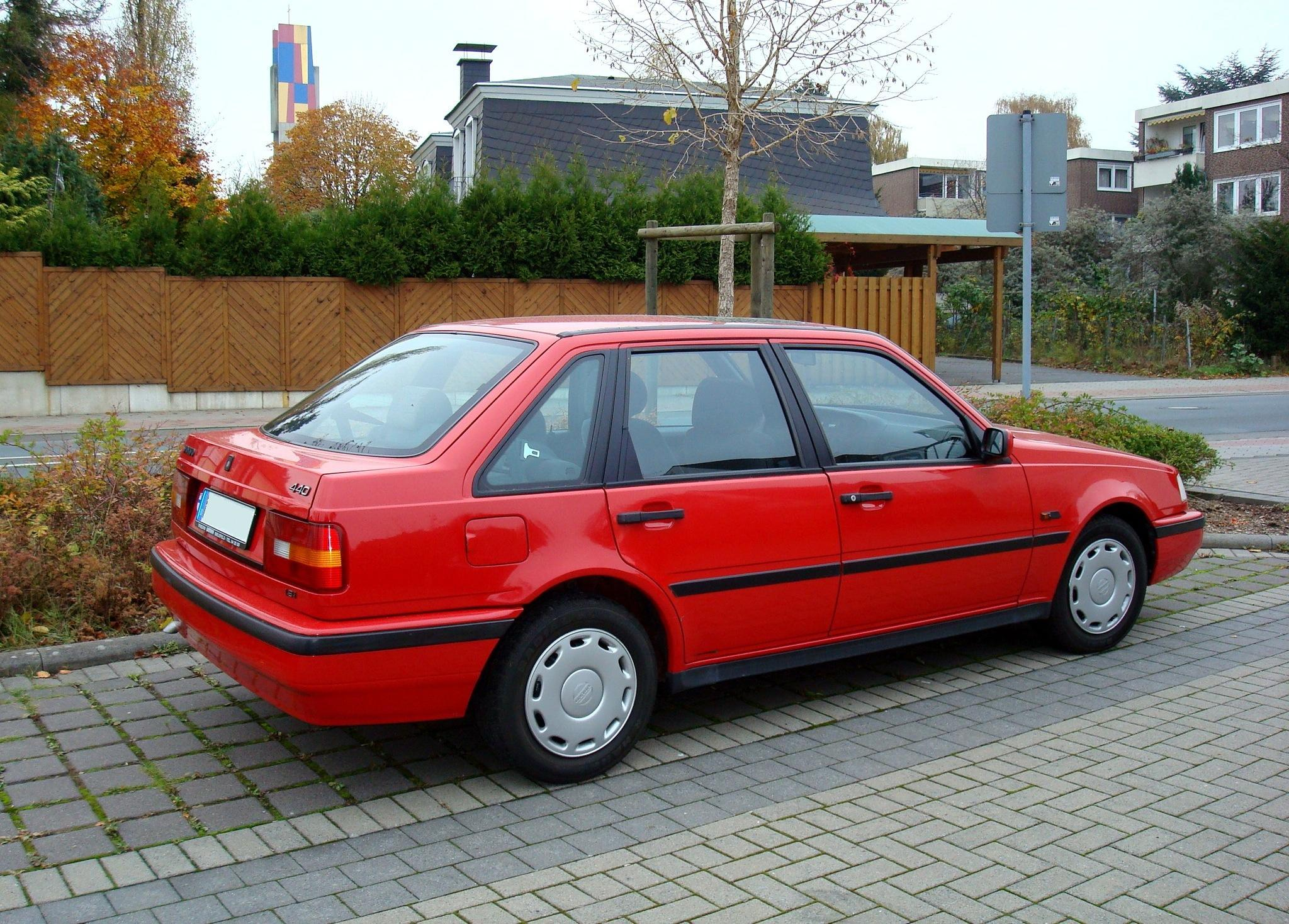
Volvo 440 - tył

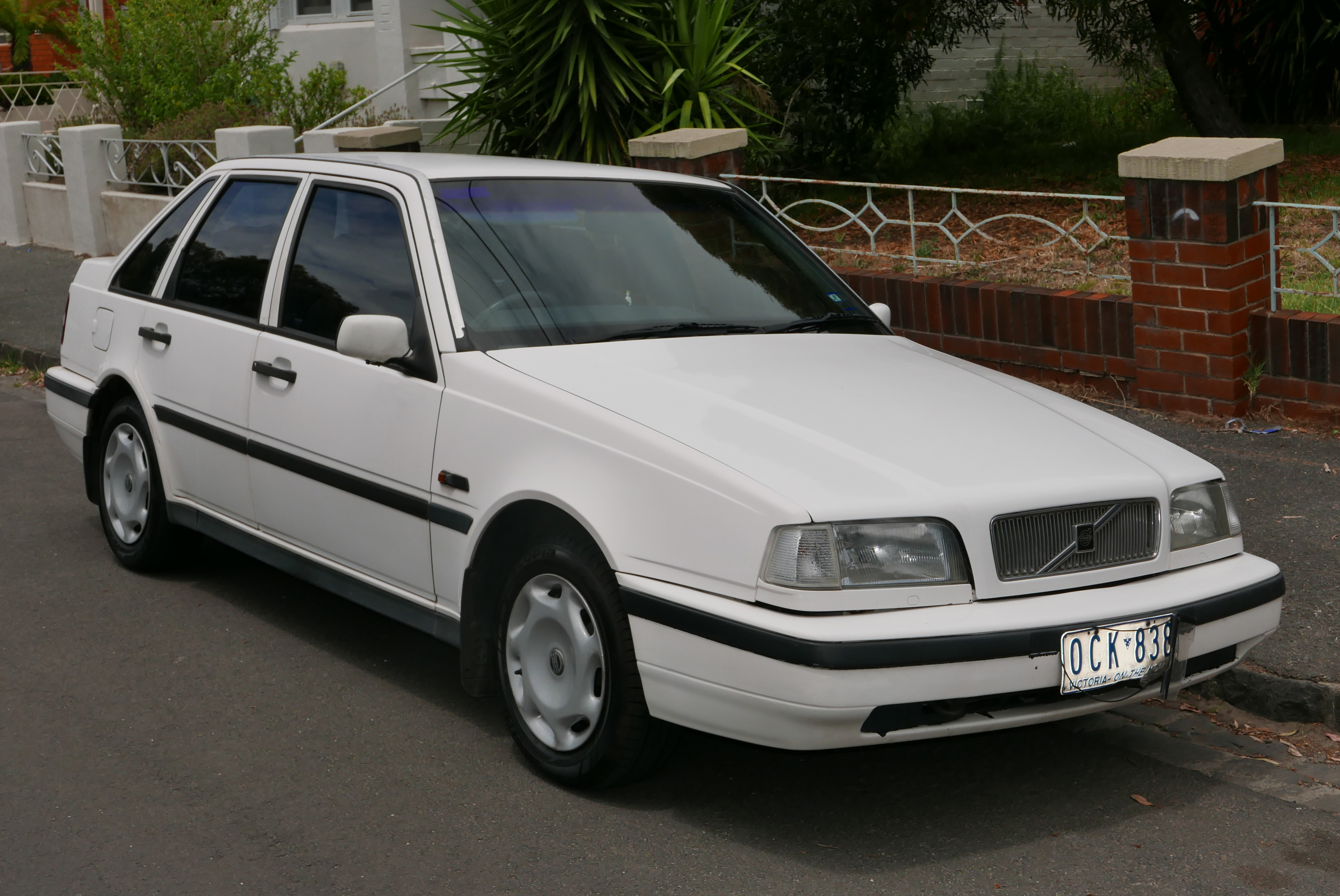
Volvo 440 po liftingu

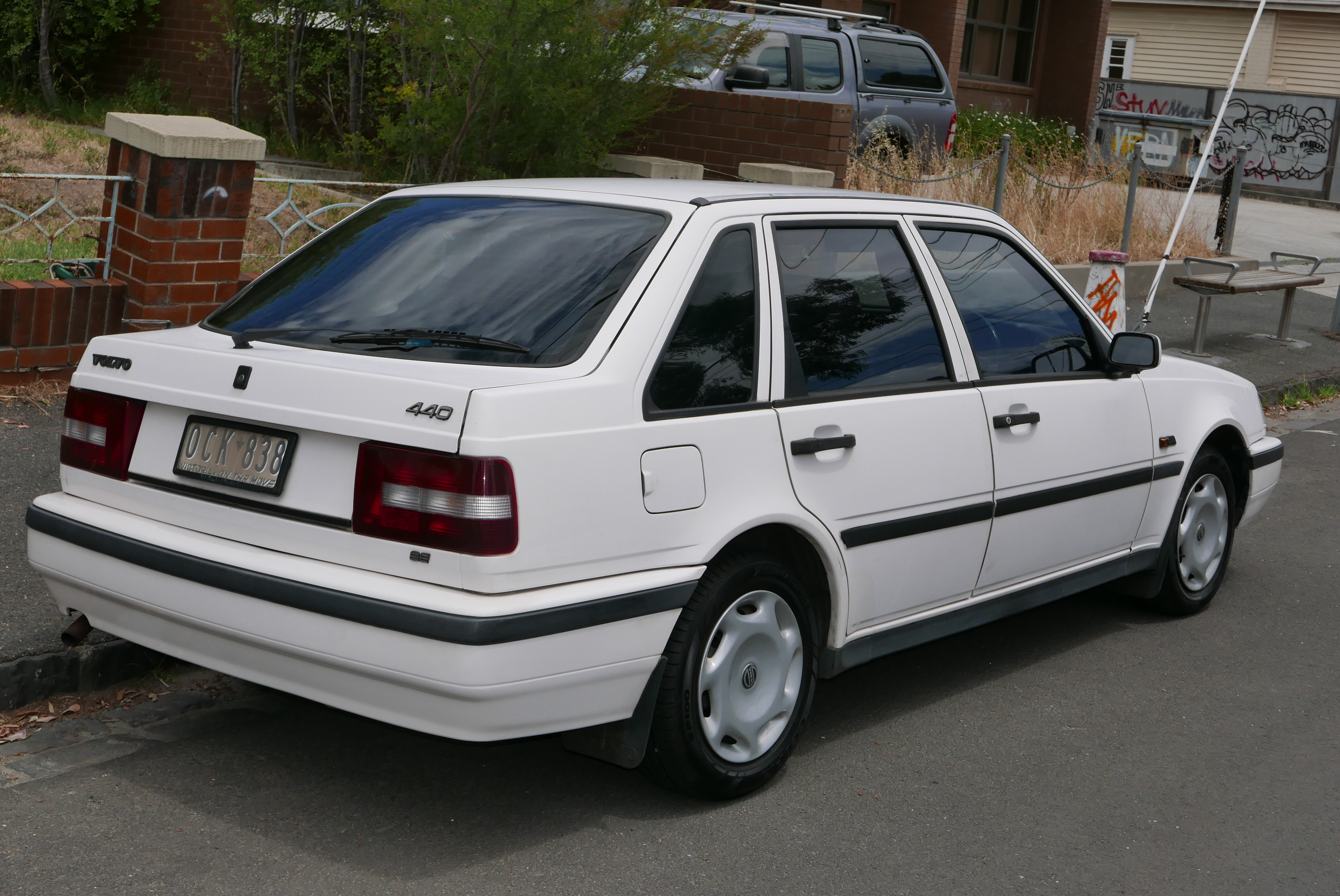
Volvo 440 - tył po liftingu

Volvo 440 to pierwszy kompaktowy liftback w dziejach marki. Samochód produkowany był w Holandii razem z odmianą sedan, która otrzymała nazwę 460. został wyposażony w zmodyfikowaną jednostkę napędową z Renault 19.
W 1993 roku samochód przeszedł gruntowną modernizację, w ramach której zmieniono nie tylko wygląd pasa przedniego, ale i tylnej części nadwozia. Pojawiły się też zmiany w wyposażeniu, a także dostępnych konfiguracjach kabiny pasażerskiej.

### Silniki
Produkowane było w sześciu wersjach silnikowych:
- Benzynowe: 1.6, 1.7, 1.7 T, 1.8 i 2.0
- Diesla: 1.9 TD